# Helmut Dietz
Helmut Dietz (* 26. Januar 1965 in Neustadt an der Donau) ist ein ehemaliger deutscher Judoka, der 1987 Europameisterschaftsdritter war.

## Sportliche Karriere
Der 1,72 m große Helmut Dietz kämpfte im Superleichtgewicht, der Gewichtsklasse bis 60 Kilogramm. Der Judoka vom TSV Abensberg war 1983 hinter Peter Jupke Zweiter der Deutschen Meisterschaften. 1984 belegte er bei den Junioren-Europameisterschaften den siebten Platz. 1986 erreichte er bei den Militärweltmeisterschaften den zweiten Platz. 1987 belegte Dietz zum dritten Mal in Folge den dritten Platz bei den Deutschen Meisterschaften. Bei den Europameisterschaften 1987 in Paris verlor Dietz im Halbfinale gegen Chasret Tlezeri aus der Sowjetunion, im Kampf um eine Bronzemedaille bezwang er den Italiener Marino Cattedra.
Im Frühjahr 1988 siegte Helmut Dietz sowohl beim internationalen Turnier in Potsdam als auch bei den German Open in Heilbronn. Bei den Olympischen Spielen in Seoul gewann er seinen ersten Kampf gegen den Polen Ireneusz Kiejda und seinen zweiten Kampf gegen den Niederländer Guno Berenstein jeweils durch Bestrafung des Gegners (Keikoku). Im Viertelfinale unterlag er dem Südkoreaner Kim Jae-yup nach 2:59 Minuten. Nach seiner Niederlage in der Hoffnungsrunde gegen Amiran Totikaschwili aus der Sowjetunion belegte Dietz den siebten Platz. Ein Jahr nach den Olympischen Spielen verlor Dietz seinen Auftaktkampf bei den Weltmeisterschaften 1989 in Belgrad gegen Amiran Totikaschwili, nach drei Siegen und einer Niederlage in der Hoffnungsrunde belegte Dietz den siebten Platz. In den Jahren 1988 bis 1990 belegte Dietz dreimal den zweiten Platz bei Deutschen Meisterschaften, 1988 und 1990 hinter Richard Trautmann und 1989 hinter Ralf Wylenzek, einen Meistertitel bei einer Einzelmeisterschaft gewann Dietz nie. Er gewann allerdings mit seinem TSV Abensberg in den 1990er Jahren mehrfach den deutschen Mannschaftsmeistertitel und war auch mehrfach im Europapokal erfolgreich.